# Robbie Russell
Robert Isaac Oleen Russell (født 16. juli 1979 i Accra) er en tidligere ghanesisk født fodboldspiller med amerikansk statsborgerskab, som spillede som højreback.

## Karriere

### Klubber

#### Duke Blue Devils
Han er vokset op i Amherst, Massachusetts og spillede fra 1997 til 2000 over 2 perioder for Duke Universitys collegehold Duke Blue Devils. Her scorede han 12 mål, havde 21 assists og spillede 75 kampe. I 2 sæsoner var han anfører for holdet.

#### Breiðablik
I foråret 2000 tog Russell turen over Atlanterhavet og landede på Island. Her spillede han 12 kampe på amatørbasis for klubben Breiðablik UBK. Efter forårssæsonen flyttede han tilbage til Duke Blue Devils og spillede efterårssæsonen der.

#### Los Angeles Galaxy
Major League Soccer klubben Los Angeles Galaxy draftede i 2001 Russell til deres hold. Han nåede aldrig at komme i kamp for amerikanerne, for han skrev kort tid efter kontrakt med den norske klub Sogndal Fotball.

#### Sogndal Fotball
I 2001 kom han til den norske Tippeligaen klub Sogndal Fotball. Her blev han hurtigt fast mand på holdet, og spillede 116 kampe og scorede 8 mål på 4 sæsoner.

#### Rosenborg BK
Den norske storklub Rosenborg BK købte ham i 2004. Russell blev stamspiller på højreback-positionen i hans første sæson i Rosenborg og han hjalp holdet med at vinde dets 19. nationale mesterskab. I 2004 spillede han ligeledes 2 kampe i UEFA Champions League.
Sæsonen 2005/06 blev delvist ødelagt af skader for Russell, og når han var fri for skader havde han svært ved at tilkæmpe sig en plads på 1. holdet. Det blev kun til 2 optrædende i sæsonen.

#### Viborg FF
Efter en uges prøvetræning underskrev Russell 17. juli 2006 en 2½ årig kontrakt med den danske klub Viborg FF der spillede i Superligaen. Han debuterede 2 dage efter, da han spillede hele kampen på Aalborg Stadion i et 1-3 nederlag til AaB. I sæsonen 2006/07 spillede han 26 ud af 33 kampe i Superligaen, hvoraf han var med i startopstillingen 20 gange.
I sæsonen 2007/08 blev det til begrænset succes for amerikaneren. Hans første kamp var i 2. runde da han fik 6 minutter som indskifter og de efterfølgende 3 kampe var han med i startopstillingen, men blev alle gange skiftet ud i 2. halvleg. Den 13. august 2007 spillede han sin sidste Superliga-kamp, da han fik 71. minutter i hjemmekampen mod Brøndby IF. En alvorlig skade med efterfølgende operation i den ene ankel satte ham ud af spillet resten af efteråret 2007. Klubbens nye cheftræner Hans Eklund der tiltrådte 1. januar 2008 kunne ikke bruge Russell i startopstillingen, og det blev ikke til et eneste minut på 1. holdet i foråret 2008.
Præcis 2 år efter han flyttede til Viborg, blev Russell 17. juli 2008 løst fra sin kontrakt et halvt år før tid, da sportschef Steffen Højer imødekom spillerens ønske om at vende tilbage til USA.

#### Real Salt Lake
Robbie Russell havde i starten af juli 2008 været til prøvetræning i Salt Lake City hos den amerikanske Major League-klub Real Salt Lake, og de valgte 24. juli 2008 at skrive kontrakt med spilleren. Her spillede han 11 kampe i den sidste del af sæsonen.
I Major League Soccer 2009 opnåede Russell en af sine største personlige succeser. Først vandt klubben Eastern Conference i MLS og skulle i finalen om det amerikanske mesterskab (MLS Cup) møde hans tidligere klub Los Angeles Galaxy med David Beckham på holdet. Kampen blev spillet på Qwest Field i Seattle den 22. november 2009. Den ordinære kamp endte 1-1, og da forlænget spilletid ikke gav en vinder skulle kampen afgøres i en straffesparkskonkurrence. Her scorede Russell det afgørende mål og sikrede hans klub det amerikanske mesterskab.
Han meddelte i maj 2013 at han ville stoppe sin professionelle karriere.

### Titler
2004 – Vinder af Tippeligaen med Rosenborg.

 2009 – Vinder af MLS Eastern Conference med Real Lake City.

 2009 – Vinder af Major League Soccer (MLS Cup) med Real Salt Lake.

## Privat
Russell blev født sommeren 1979 i Ghanas hovedstad Accra. Sammen med familien nåede han at bo i Asien og Europa inden de i starten af 1990'erne slog sig ned i byen Amherst i staten Massachusetts, USA.
I midten af december 2007 indgik han ægteskab med sin forlovede Tiana på en strand i Costa Rica. Parret bor i dag i Salt Lake City.